# Casillaje

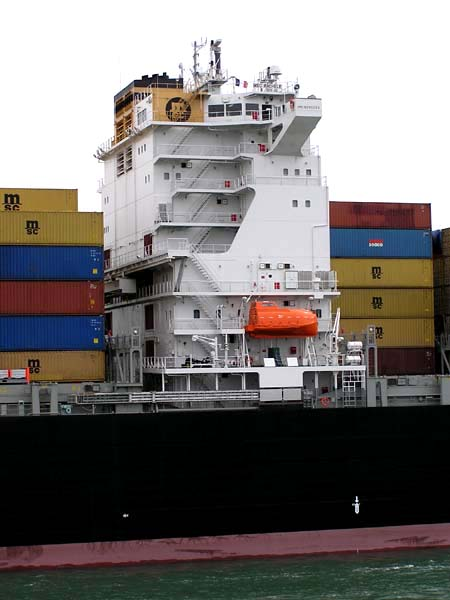
Casillaje de un buque portacontenedores.

Se denomina casillaje a la superestructura construida sobre la cubierta principal destinada a contener los espacios habitables y de control de un buque.
Se instalan en él los camarotes para tripulantes y pasajeros, pañoles, comedores, enfermería, cocina, despensas, oficina de administración, lugares de esparcimiento y en su parte superior la timonera y demás instalaciones para el control de la embarcación.
- Datos: Q5756164